# Neostauropus basalis
Neostauropus basalis är en fjärilsart som beskrevs av Moore 1877. Neostauropus basalis ingår i släktet Neostauropus och familjen tandspinnare. Inga underarter finns listade i Catalogue of Life.